# Lopate
Lopate este un sat din municipiul Podgorica, Muntenegru. Conform datelor de la recensământul din 2003, localitatea are 30 de locuitori (la recensământul din 1991 erau 27 de locuitori).

## Demografie
În satul Lopate locuiesc 26 de persoane adulte, iar vârsta medie a populației este de 54,7 de ani (49,6 la bărbați și 59,1 la femei). În localitate sunt 12 de gospodării, iar numărul mediu de membri în gospodărie este de 2,50.
Această localitate este populată majoritar de sârbi (conform recensământului din 2003).
|  |

| Demografie | Demografie | Demografie |
| An         | Locuitori  | Locuitori  |
| ---------- | ---------- | ---------- |
|            |            |            |
|            |            |            |
|            |            |            |
|            |            |            |
| 1948       | 150        |            |
| 1953       | 169        |            |
| 1961       | 169        |            |
| 1971       | 114        |            |
| 1981       | 56         |            |
| 1991       | 27         | 27         |
| 2003       | 30         | 30         |

| \| Componența etnică conform recensământului din 2003[2] \| Componența etnică conform recensământului din 2003[2] \| Componența etnică conform recensământului din 2003[2] \| Componența etnică conform recensământului din 2003[2] \| Componența etnică conform recensământului din 2003[2] \| \| ----------------------------------------------------- \| ----------------------------------------------------- \| ----------------------------------------------------- \| ----------------------------------------------------- \| ----------------------------------------------------- \| \| \| \| \| \| \| \| Sârbi \| Sârbi \| \| 21 \| 70% \| \| Muntenegreni \| Muntenegreni \| \| 9 \| 30% \| \| necunoscută \| necunoscută \| \| 0 \| 0% \| |              |  |    |     |
| Componența etnică conform recensământului din 2003 |              |  |    |     |
| |              |  |    |     |
| Sârbi | Sârbi        |  | 21 | 70% |
| Muntenegreni | Muntenegreni |  | 9  | 30% |
| necunoscută | necunoscută  |  | 0  | 0%  |